# Psicogénesis de las enfermedades mentales
Psicogénesis de las enfermedades mentales (en alemán Psychogenese der Geisteskrankheiten) es un conjunto de escritos de Carl Gustav Jung incluidos en el tercer volumen de su Obra completa.

## Contenido
Los ensayos de Jung sobre la psicogénesis de las enfermedades mentales pertenecen a las publicaciones tempranas del autor. Aparecieron como primer punto culminante dentro de su trabajo aún preponderantemente psiquiátrico. Su importancia para la comprensión de su trabajo de investigación todavía no puede valorarse en su justa medida. A pesar de que algunos aspectos tienen actualmente un interés histórico, en conjunto no han perdido su importancia en el área de la psiquiatría. Las investigaciones y ulteriores propuestas del autor siguen aguardando su desarrollo y experiencia.

## Índice
Tabla de contenidos:
1. Sobre la psicología de la dementia praecox: un ensayo (1907)
2. El contenido de las psicosis (1908/1914)
3. Sobre la comprensión psicológica de procesos patológicos (1914)
4. Crítica del libro de E. Bleuler (1911)
5. Sobre el significado de lo inconsciente en psicopatología (1914)
6. Sobre el problema de la psicogénesis en las enfermedades mentales (1919)
7. Enfermedad mental y alma ("¿Enfermos mentales curables?") (1928)
8. Sobre la psicogénesis de la esquizofrenia (1939)
9. Consideraciones recientes acerca de la esquizofrenia (1956/1959)
10. La esquizofrenia (1958)

## Edición en castellano
- Jung, Carl Gustav (2015). Obra completa de Carl Gustav Jung. Volumen 3: Psicogénesis de las enfermedades mentales. Traducción Luciano Elizaincín. Madrid: Editorial Trotta. ISBN 978-84-9879-608-7/ ISBN 978-84-9879-609-4.